# Jörg Weissig
Jörg Weissig (* 1929/1930; † Oktober 2017) war ein deutscher Rudertrainer.

## Leben
Weissig studierte an der Deutschen Hochschule für Körperkultur (DHfK) in Leipzig und machte im Jahr 1954 seinen Diplom-Abschluss. Das Thema seiner Arbeit lautete „Die Ausbildung von Steuerleuten für Training und Wettkampf“.
Weissig war Trainer beim SC DHfK Leipzig. Seinen ersten großen Erfolg als Rudertrainer verbuchte er 1967, als seine Schützlinge Werner Riemann, Hans-Jürgen Friedrich und Manfred Wotzniak Silber der bei der Europameisterschaft gewannen. 1972 wurden die von ihm betreuten Ruderer Siegfried Brietzke und Wolfgang Mager im Zweier ohne Steuermann Olympiasieger. Bei den Olympischen Sommerspielen gewann Weissigs Vierer mit Brietzke, Mager, Andreas Decker und Stefan Semmler die Goldmedaille. 1980 gewann dieses von Weissig betreute Boot erneut, statt Mager gehörte in Moskau jedoch Jürgen Thiele zur Besatzung. Auch die Achter-Olympiasieger Roland Kostulski, Bernd Baumgart, Jens Doberschütz und Hans-Peter Koppe sowie Vizeweltmeister Uwe Gasch gehörten zu seinen Schützlingen.
Nach dem Ende der Deutschen Demokratischen Republik war Weissig, der in Ruderkreisen den Spitznamen „Schorsch“ trug, als Nationaltrainer in Belgien tätig.